# Mensa Bonsu Kumaa
Mensa Bonsu Kumaa (oder auch nur Mensa Bonsu; * um 1840; † 1896) war von 1874 bis 1883 Asantehene (Herrscher) des Königreichs Aschanti, das zu Beginn des 19. Jahrhunderts das gesamte Gebiet des heutigen Ghanas beherrschte.
Mensa Bonsu übernahm von seinem Vorgänger Kofi Karikari ein territorial bereits deutlich geschrumpftes Reich, in dem sogar die zentralen Provinzen Kokofu, Bekwai und Dwaben (also Teile des „metropolitanen Asante“) nach Unabhängigkeit von der Macht des Asantehene strebten.
Es gelang ihm, auf diplomatischem Weg gewaltlos Kokofu und Bekwai zurückzugewinnen. Dwaben dagegen wurde von den Briten unterstützt, widersetzte sich ihm und stachelte weitere Nachbarn zur Rebellion auf. Im Oktober 1875 marschierte Mensa Bonsu in Dwaben ein, dessen Bevölkerung daraufhin zu den Akim nach Südghana floh. Dort bekamen sie von den Briten ein Stück Land zugewiesen, auf dem sie Ortschaften errichteten, die sie nach ihren alten Städten benannten.
Im Konflikt mit den aufständischen Gyaman an der heutigen Grenze zur Elfenbeinküste setzte Mensa Bonsu 1878 wieder auf Diplomatie, diesmal allerdings erfolglos, Gyaman griff sogar die mit den Aschanti verbündeten Banda an. Mensa Bonsu kam seinen Verbündeten nicht zur Hilfe. Dies mag, neben dem Vorwurf der Habsucht, ein Grund für seine Absetzung im Februar 1883 gewesen sein.